# Independiente Medellín

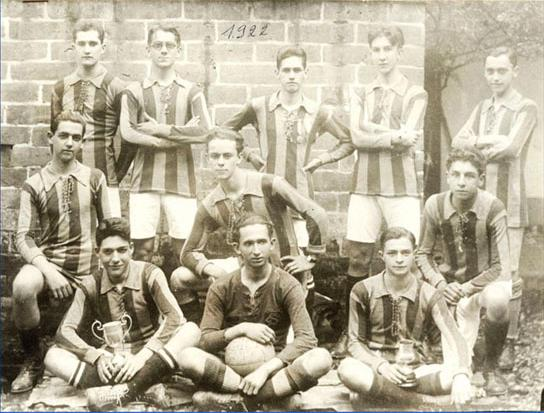
Deportivo Independiente Medellin 1922

Independiente Medellín, celým názvem Deportivo Independiente Medellín či zkráceně DIM, je kolumbijský fotbalový tým sídlící ve městě Medellín. DIM hraje nejvyšší profesionální kolumbijskou ligu nazvanou Categoría Primera A. Klub byl založen v 14. listopadu 1913. Domovským stadionem je Atanasio Girardot s kapacitou mírně přes 40 tisíc osob, který je součástí sportovního komplexu Atanasio Girardot Sports Complex.